# Agenzia interinale
Un'agenzia interinale, anche nota come agenzia per il lavoro, è un'azienda che svolge attività nel mercato del lavoro, agendo come intermediario tra aziende e individui alla ricerca di opportunità di lavoro temporaneo.

## Attività
Queste agenzie offrono una soluzione flessibile per le aziende che necessitano di personale a breve termine per coprire periodi di picco di attività, e di sostituire temporaneamente personale assente o affrontare esigenze specifiche.

### Processo di funzionamento
Il processo di funzionamento di un'agenzia interinale inizia con la registrazione di individui in cerca di lavoro temporaneo. Questi candidati vengono valutati in base alle loro competenze, esperienze e disponibilità. Dall'altra parte, le aziende che necessitano di personale temporaneo forniscono all'agenzia i dettagli delle loro esigenze.
Quando un'agenzia interinale trova una corrispondenza tra le competenze di un candidato e le esigenze di un'azienda, colloca il lavoratore temporaneo presso l'azienda cliente. La durata dell'impiego temporaneo può variare, consentendo flessibilità sia per i lavoratori che per le aziende. L'agenzia si occupa di aspetti amministrativi come stipendio, tasse e altri adempimenti legali, semplificando il processo per entrambe le parti.

### Modello di azienda
Grazie a questo modello, le aziende possono affrontare situazioni impreviste o necessità a breve termine senza impegnarsi in contratti a lungo termine, mentre i lavoratori temporanei possono ottenere esperienza in diversi settori e migliorare la loro occupabilità.
Esse fungono da filtro, selezionando i candidati più adatti alle esigenze specifiche delle aziende. Questo approccio consente alle imprese di risparmiare tempo e risorse nel processo di assunzione, poiché le agenzie gestiscono la fase iniziale di selezione.
Un elemento importante nell'operato di un'agenzia interinale è la sua capacità di adattarsi alle mutevoli dinamiche del mercato del lavoro. In periodi di fluttuazione economica o di incertezza, le aziende possono rivolgersi a queste agenzie per gestire in modo più flessibile il proprio personale. Questo modello è particolarmente utile in settori in cui la domanda di lavoro può variare considerevolmente a seconda delle stagioni o degli eventi contingenti.

## Lavoratore temporaneo
Per i lavoratori temporanei, l'iscrizione presso un'agenzia interinale può rappresentare un'opportunità di accesso al mercato del lavoro, consentendo loro di guadagnare esperienza, sviluppare competenze e stabilire connessioni professionali. Inoltre, alcuni lavori temporanei possono evolvere in opportunità a lungo termine o persino permanenti, offrendo agli individui una via potenzialmente vantaggiosa per entrare nel mondo del lavoro.
In definitiva, le agenzie interinali contribuiscono in modo significativo alla flessibilità e all'efficienza del mercato del lavoro, fungendo da intermediari strategici tra aziende e lavoratori, e fornendo soluzioni su misura per le mutevoli esigenze del panorama occupazionale.

## Elenco delle Maggiori Agenzie Interinali in Italia
- Adecco
- Etjca
- Gi Group
- Humangest
- Lavorint
- Manpower
- Orienta
- Randstad
- Synergie Italia
- Temporary
- Umana
- YesWeWork